# Giang sen
Giang sen (danh pháp khoa học: Mycteria leucocephala) là một loài chim thuộc họ Hạc. Loài này được tìm thấy ở các vùng đất ngập nước của các đồng bằng châu Á nhiệt đới phía nam Hymalaya ở Nam Á sang Đông Nam Á. Chúng tìm mồi theo bầy ở các vùng nước nông dọc theo sông và hồ. Chúng làm tổ theo đàn trên cây, thường cùng với các loài thủy cầm khác. Chúng không di cư và thường chỉ di chuyển trong cự ly ngắn ở một số khu vực trong phạm vi phân bố đê tìm kiếm thức ăn và để sinh sản.

## Hình ảnh

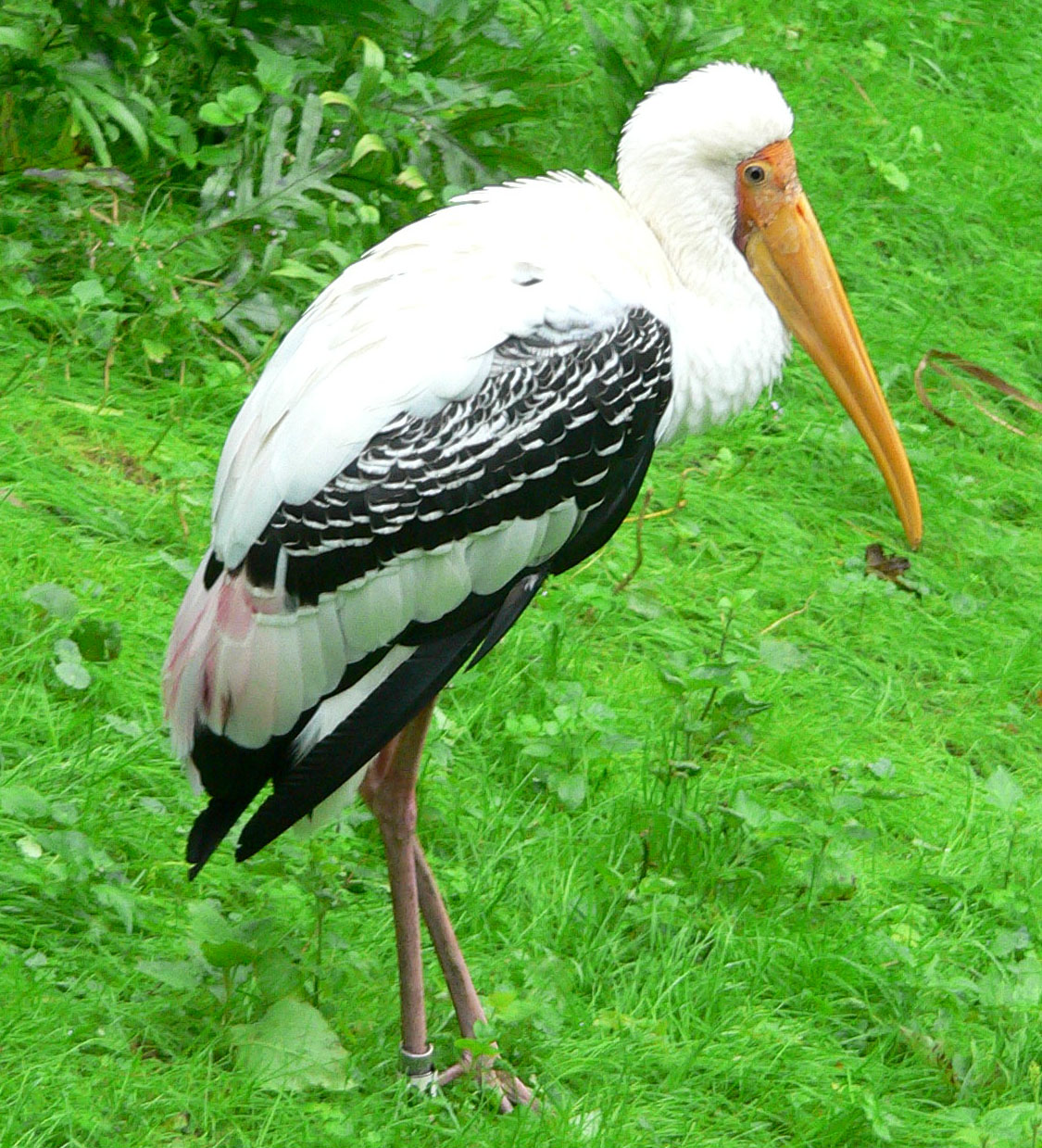
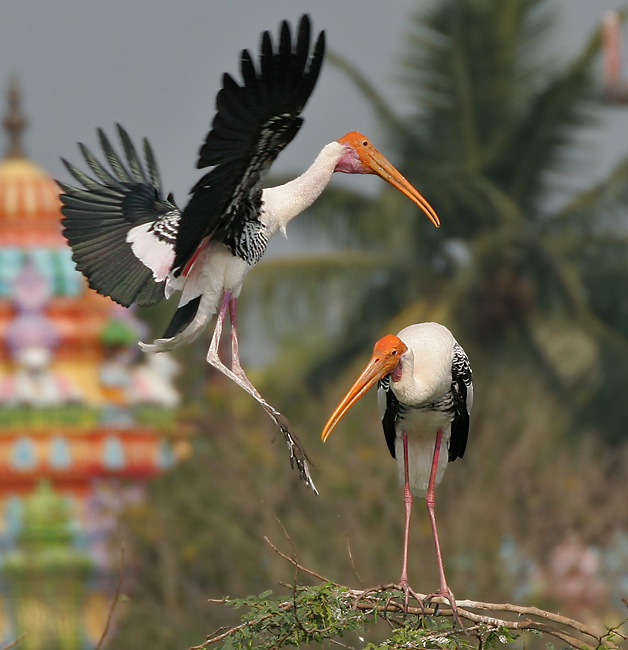
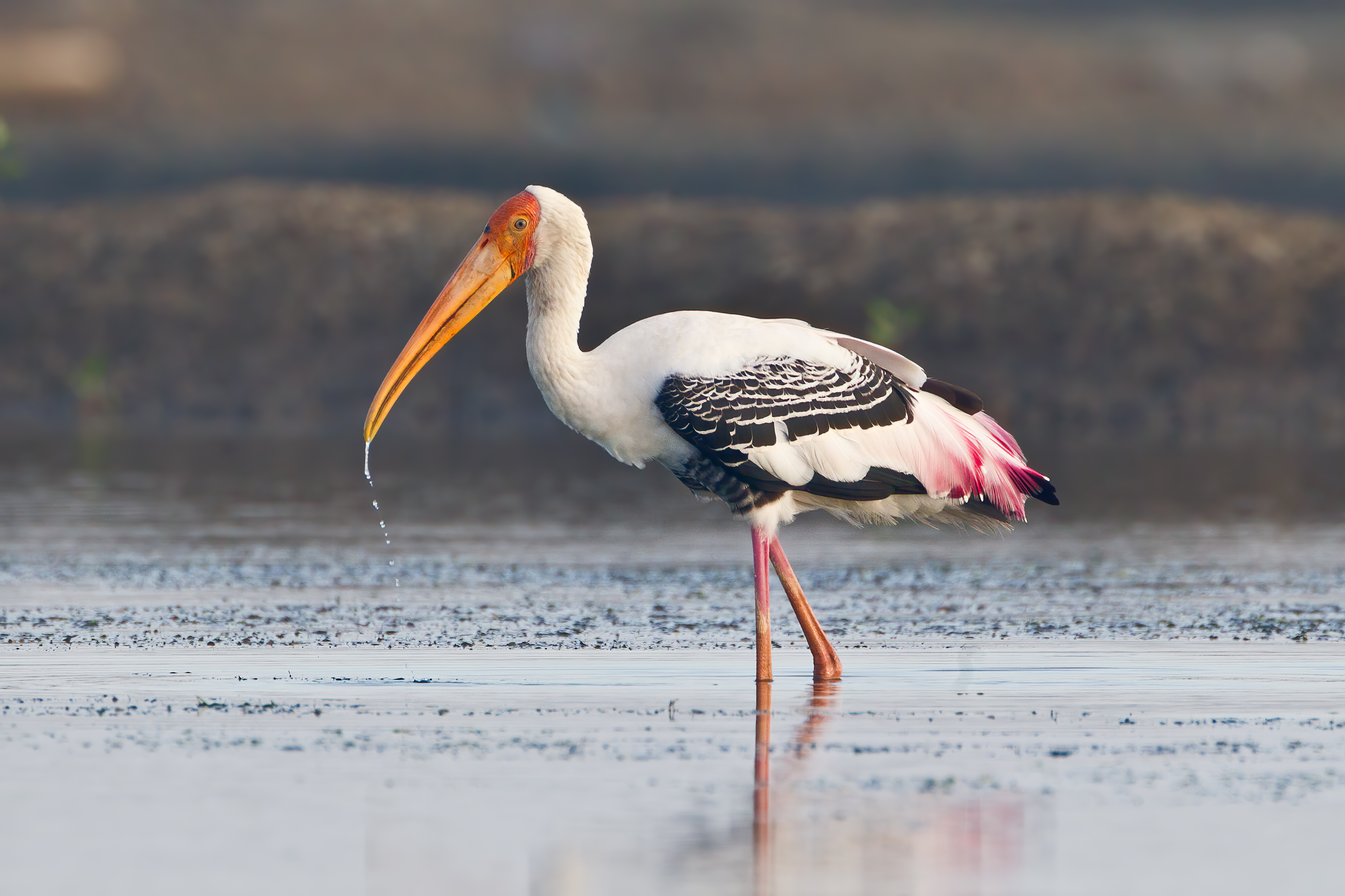
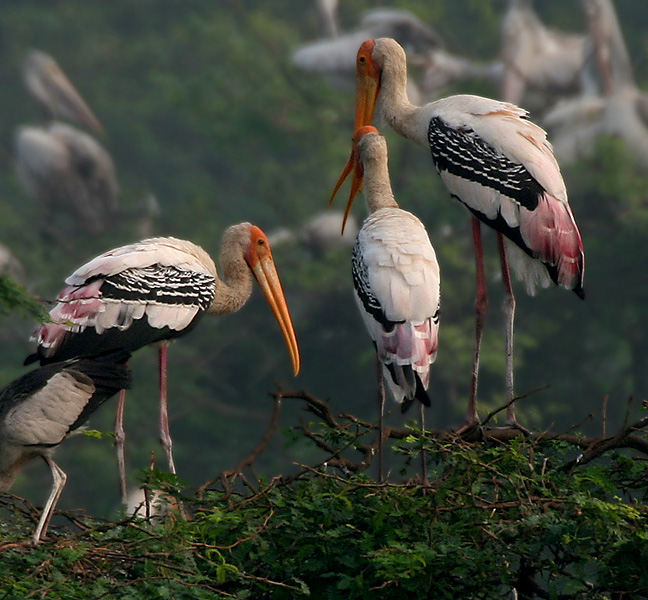
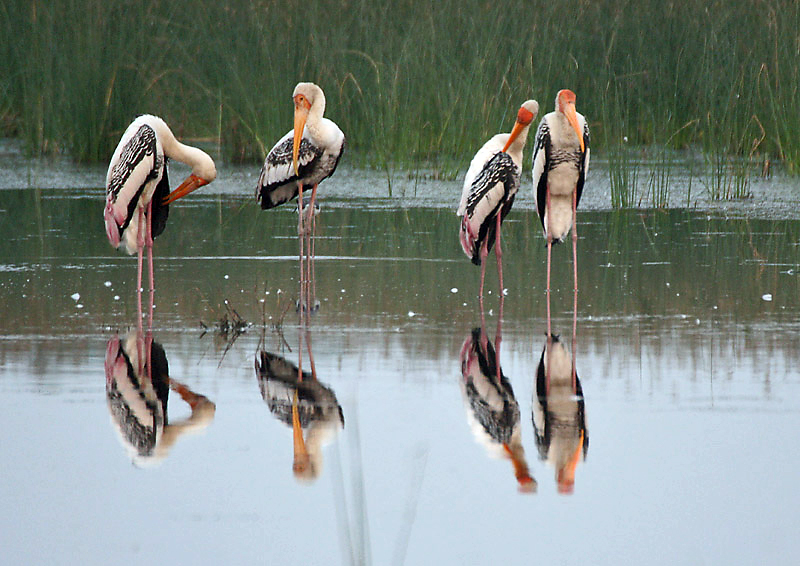
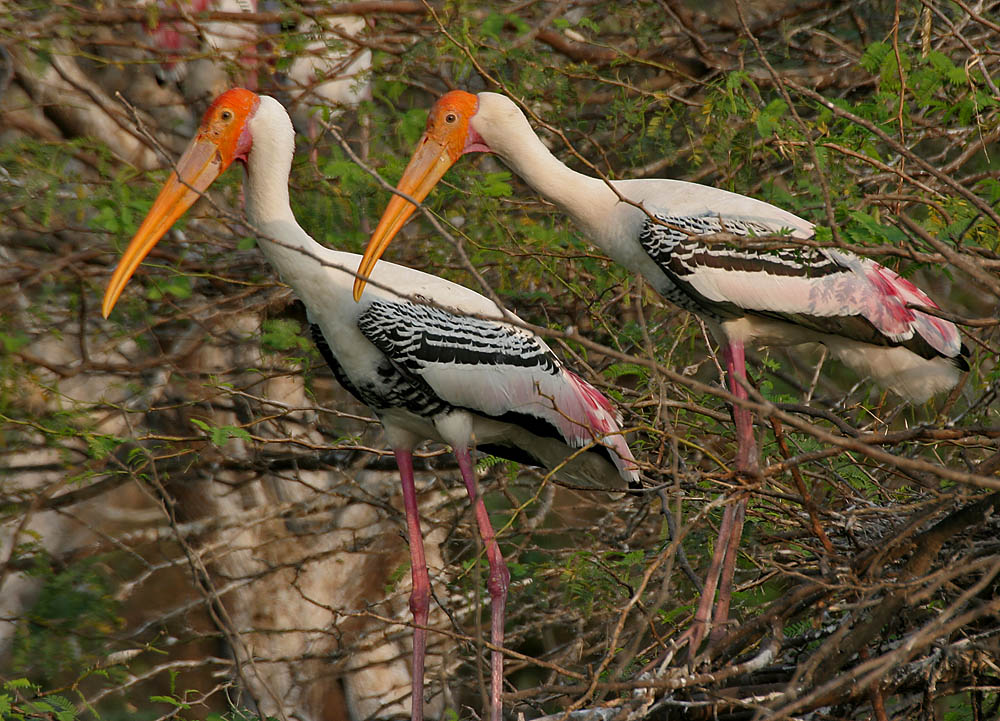
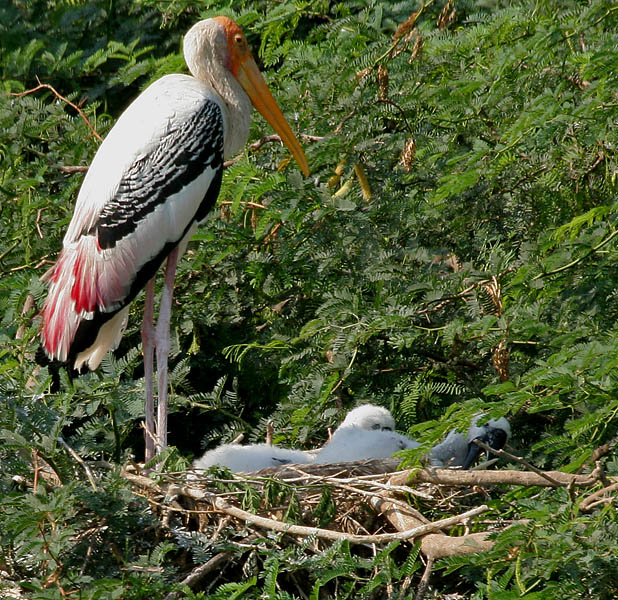